# Municipio de Reade
El municipio de Reade (en inglés: Reade Township) es un municipio ubicado en el condado de Cambria en el estado estadounidense de Pensilvania. En el año 2000 tenía una población de 1.764 habitantes y una densidad poblacional de 17.5 personas por km².

## Geografía
El municipio de Reade se encuentra ubicado en las coordenadas 40°41′37″N 78°27′37″O / 40.69361, -78.46028.

## Demografía
Según la Oficina del Censo en 2000 los ingresos medios por hogar en la localidad eran de $25,903 y los ingresos medios por familia eran $29,464. Los hombres tenían unos ingresos medios de $25,647 frente a los $17,292 para las mujeres. La renta per cápita para la localidad era de $10,989. Alrededor del 18% de la población estaban por debajo del umbral de pobreza.